# Filipa Mareri

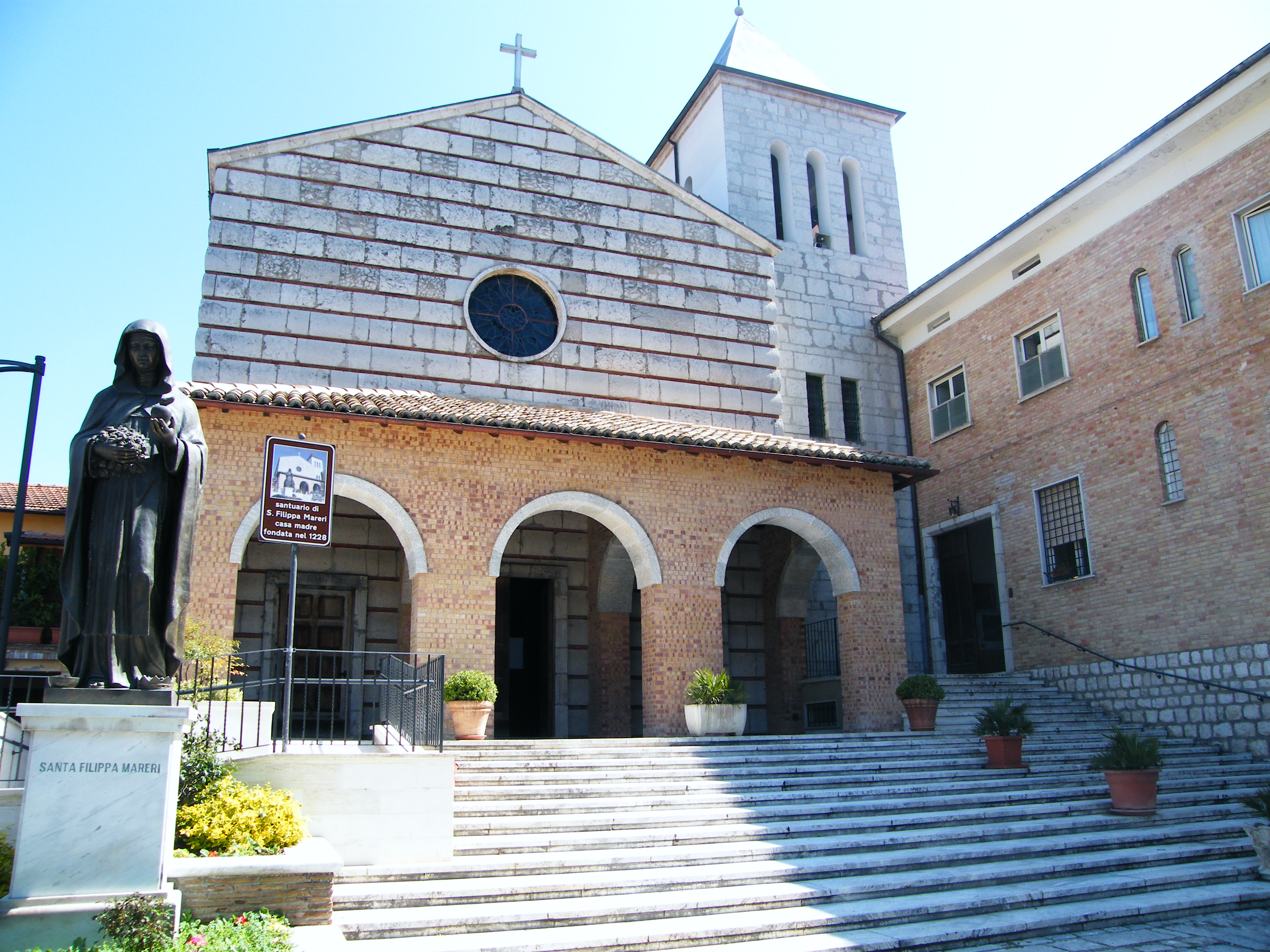
A estátua e o Santuário de Santa Filipa Mareri em Petrella Salto

Filipa Mareri, em italiano Filippa Mareri (Petrella Salto, c. 1195 — Assis, 16 de fevereiro de 1236) foi uma religiosa italiana, fundadora do mosteiro das clarissas de Borgo San Pietro (Irmãs franciscanas de Santa Filipa Mareri). O seu santuário e sua estátua estão localizados em Petrella Salto.